# گمینا پارخووو
گمینا پارخووو (به لهستانی:  Gmina Parchowo) یک گمینا در لهستان است که در شهرستان بتوف واقع شده‌است. گمینا پارخووو ۱۳۰٫۹۱ کیلومتر مربع مساحت و ۳٬۴۰۷ نفر جمعیت دارد.